# 冬季運動
冬季運動是指在雪上或冰上進行的運動。大多數的運動是滑冰、滑雪和滑雪橇的變化。原本只流行於冬季寒冷的地區，不過有人造雪後，在許多不下雪的地方也流行了。常見的個人運動包括越野滑雪、高山滑雪、單板滑雪、跳台滑雪、競速滑冰、花式滑冰、雪橇、鋼架雪車、雪車和雪上機車。常見的團隊運動，包括冰球、冰壺和班迪球。冬季運動的綜合性運動賽事就是冬季奧運。

## 冬季運動列表
備註: 有星字號的為冬季奧運的比賽項目。

### 滑冰
- 花式滑冰 *
- 短道競速滑冰 *
- 競速滑冰 *
- 團體花式滑冰

### 滑雪

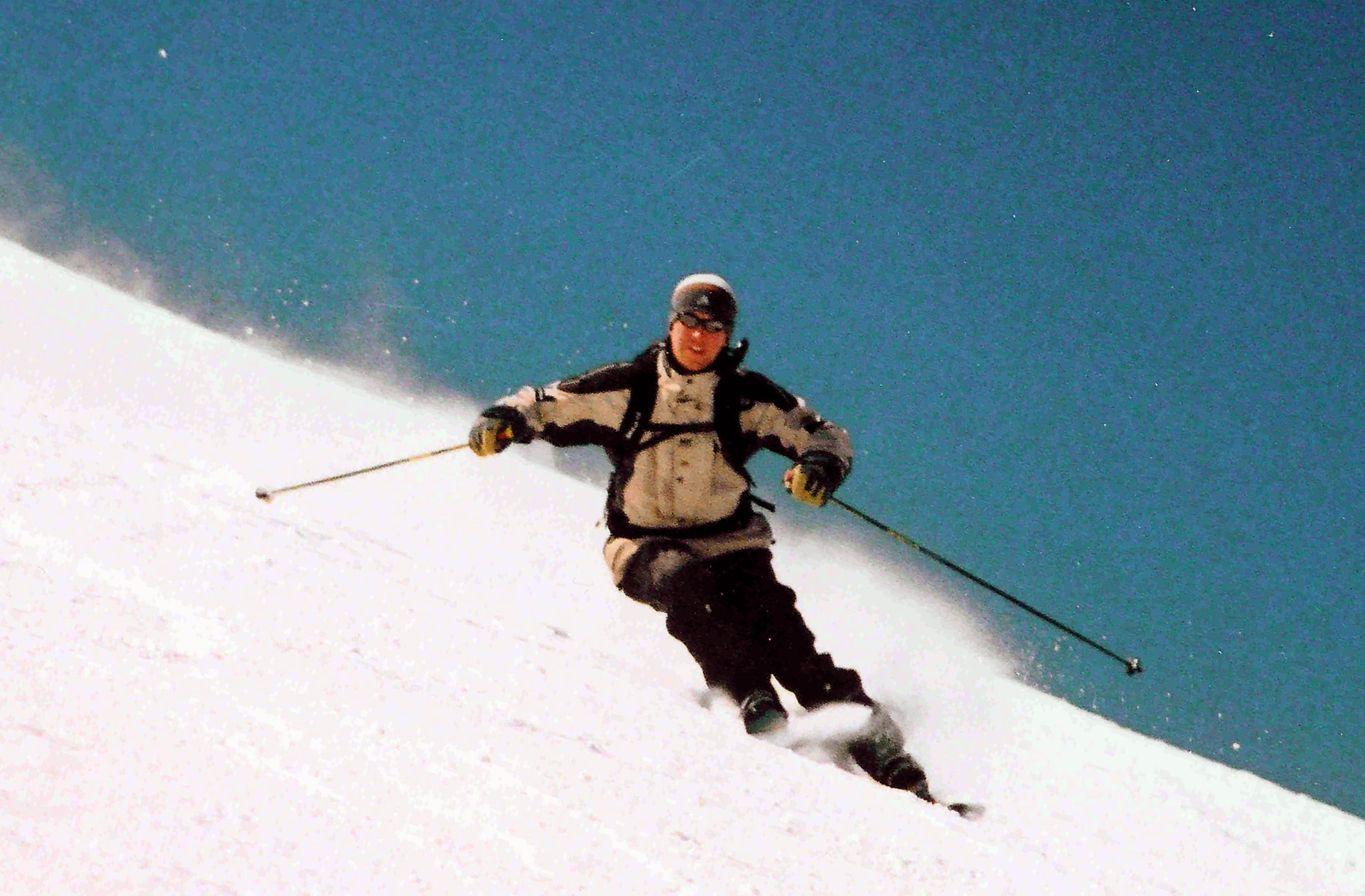
Skiing

- 高山滑雪 *
- 冬季兩項 *
- 越野滑雪 *
- 自由式滑雪 *
- 風箏滑雪
- 蒙古式滑雪*
- Monoskiing
- Newschool skiing
- 北歐混合式滑雪 *
- 滑雪射箭
- Skiboarding
- Skibob
- Skijoring
- 跳躍滑雪 *
- Snowkiting
- 雪鞋
- 競速滑雪
- Speed riding
- 弓步滑雪

### 雪車和雪橇
- Airboard
- 雪車 *
- 狗拉雪橇
- Ice blocking
- 雪橇 *
- 鋼架雪車 *
- Wok racing

### 單板滑雪
- 高山單板滑雪 *
- 單板滑雪障礙 *
- 自由式單板滑雪 *
- 迴旋 *
- Snowskating

### 雪上機車
- 自由式
- 障礙
- 休閒
- 越野
- 爬山

### 團隊運動
- 班迪球
- Broomball
- 冰壺 *
- 冰球 *
- Ice stock sport
- Ringette
- 雪橇曲棍球 - (冬季帕運會項目)
- 打雪仗 - (最後一個活著)
- 雪人 堆最高的
- 雪地橄欖球

### 休閒運動
- 堆 雪人
- 冰上帆船
- 冰釣
- 冬泳
- Shinny
- 打雪仗
- Tobogganing

## 著名的冬季體育賽事
- 冬季奧林匹克運動會
- 亞洲冬季運動會
- 冬季帕運會
- 冬季世大運
- Winter Dew Tour
- Winter X Games